# I’ve Been Waiting
«I’ve Been Waiting» (с англ. — «Я ждал») — песня американских рэперов Lil Peep и iLoveMakonnen при участии американской рок-группы Fall Out Boy, вышедшая 31 января 2019 года на лейбле Columbia Records. Сингл достиг 62 позиции в чарте Billboard Hot 100, став второй наивысшей позицией Lil Peep. Сингл был сертифицирован золотом американской ассоциацией звукозаписывающих компаний.
Изначально сингл был записан Lil Peep и iLoveMakkonen. ILoveMakkonen признался, что после смерти Lil Peep, бэк-вокалист Fall Out Boy Пит Венц выразил ему соболезнования. Затем он сообщил Венцу, что и он, и Lil Peep были поклонниками Fall Out Boy. После этого ILoveMakkonen решил предложить группе песню, которая, по его мнению, подошла им лучше всего.

## История
30 января 2019 года в Instagram-аккаунтах Lil Peep и iLoveMakonnen опубликовали отрывок трека, анонсировав его выход следующим днём.
31 января 2019 года на YouTube-канале Lil Peep вышел видеоролик с анимированной картинкой и треком.
28 февраля 2019 года на YouTube-канале Lil Peep вышел вертикальный видеоклип на трек, который был срежиссирован Sus Boy.
8 апреля 2019 года в Instagram-аккаунте Lil Peep был анонсирован новый видеоклип, который должен был выйти через пару дней. Режиссёром ролика выступил Эндрю Донохо, снимавший клипы для таких исполнителей, как Халид, Twenty One Pilots, Жанель Монэ, Тинаши и других артистов.
10 апреля 2019 года на YouTube-канале Lil Peep вышел видеоклип на сингл.
Оригинальная версия песни без участия Fall Out Boy была включена в сборник Everybody’s Everything и в студийном альбоме Diamonds

## Музыкальное видео
Видеоряд получился красочным, с изобилием компьютерной графики. По словам музыкантов, такой ролик дает возможность фанатам Lil Peep снова погрузиться в сказочный мир его разума. Ролик посвящается всем людям, которые способны видеть волшебство вокруг себя.
В самых первых кадрах образ рэпера вырисовывается из веток деревьев сказочного леса. На поляне между деревьев ILoveMakonnen играет на белоснежном рояле и поёт песню. Мимо пробегают розовые сороконожки и летают искрящиеся светлячки. Огромный ночной мотылёк увлекает артиста за собой, приоткрывая портал в мир ещё большего волшебства. Там, на поляне, героя уже ждёт пёстрый воздушный шар. Он уносит его высоко в небо, а затем приземляется у водопада. За праздничным столом для чаепития собрались Fall Out Boy, ILoveMakonnen и гигантский мотылёк. После чаепития мотылёк улетает, за ним исчезает стол, а водопад скрывается разноцветным туманом. Далее вокруг группы летят различные значки, так или иначе связанные с Lil Peep. В конце туман исчезает и группа оказывается в волшебном саду.

## Чарты

### Недельные чарты
| Чарт (2019)                            | Высшая позиция |
| -------------------------------------- | -------------- |
| Чехия (Rádio — Top 100)                | 12             |
| Чехия (Singles Digitál Top 100)        | 82             |
| Новая Зеландия (RMNZ)                  | 12             |
| Польша (Polish Airplay Top 100)        | 38             |
| Швеция (Sverigetopplistan)             | 13             |
| США (Billboard Hot 100)                | 62             |
| США (Billboard Adult Pop Airplay)      | 14             |
| США (Billboard Pop Airplay)            | 15             |
| США (Billboard Dance/Mix Show Airplay) | 25             |

### Годовые чарты
| Чарт (2019)      | Позиция |
| ---------------- | ------- |
| Португалия (AFP) | 1548    |

## Сертификации
| Регион                                                                      | Сертификация | Продажи |
| --------------------------------------------------------------------------- | ------------ | ------- |
| Мексика (AMPROFON)                                                          | Золотой      | 30 000  |
| Польша (ZPAV)                                                               | Золотой      | 10 000  |
| США (RIAA)                                                                  | Золотой      | 500 000 |
| Данные о продажах + прослушиваниях приведены только на основе сертификации. |              |         |